# Kalinda Gray
Kalinda Gray (* in Kalifornien) ist eine US-amerikanische Schauspielerin, Musicaldarstellerin und Puppenspielerin.

## Leben
Gray wurde in Südkalifornien geboren. Sie ist schottischer, englischer, irischer, schwedische und deutscher Abstammung. Ihr Interesse für das Theaterschauspiel wurde in ihr geweckt, als sie sich eine Aufführung von Der Zauberer von Oz ansah. Sie erhielt bis zu dessen Tod im Jahr 2012 Schauspielunterricht von Cliff Osmond. Sie ist außerdem als Handpuppenspielerin für Fernsehen, Film und Theater tätig. Sie wirkte bisher in über 400 Theaterproduktionen mit.
Ihr Spielfilmdebüt gab Gray 2012 in Bxx: Haunted. Danach folgten Besetzungen in einigen Kurzfilmproduktionen sowie Episodenrollen in verschiedenen Fernsehserien. 2024 stellte sie im Action-Horrorfilm Witch Hunter – Der Hexenjäger die Rolle der Antagonistin als böse Hexe Gisela dar.

## Filmografie (Auswahl)

### Schauspiel
- 2011: The Battle of Hogwarts (Fernsehserie, 2 Episoden, verschiedene Rollen)
- 2012: Bxx: Haunted
- 2012: Wholly Guacamole (Kurzfilm)
- 2015: Princess Leia’s Disney Welcoming Ceremony (Kurzfilm)
- 2015: Karmic (Fernsehserie, Episode 1x02)
- 2016: Beyond Wonderland Southern California 2016 Official Trailer (Kurzfilm)
- 2016: Cop To It! (Kurzfilm)
- 2018–2020: ThrillerGram (Fernsehserie, 2 Episoden)
- 2020: Maverick Theater’s Santa Claus Conquers the Martians
- 2021: Brunch Date (Fernsehserie, Episode 1x01)
- 2022: Wild West Chronicles (Fernsehserie, Episode 2x07)
- 2023: Nobody Wants to Be Just Ordinary
- 2024: Witch Hunter – Der Hexenjäger (Witch Hunter)
- 2025: Submitting to My Ex’s Dad (Miniserie)

### Synchronisationen
- 2018: Magus Elgar Audio Drama (Animationsserie, 2 Episoden)

## Theater (Auswahl)
- High Maintenance, THE ROAD Theatre Company
- Candide, Sacred Fools Theater
- King Kong: Eighth Wonder Of The World, Staged Cinema Productions
- Emilie, The Curtis Theatre
- Peter and the Starcatcher, STAGEStheatre
- The Crucible, Maverick Theater
- American Ant Hotel, Regie: Stan Zimmerman, The BLANK
- Big Shot, Regie: Stan Zimmerman, The Dorie
- Goodbye, Marilyn, Working Stage Hollywood
- Proof, STAGEStheatre
- Hamlet Has No Legs!, The Empire Theater
- The Hobbit, Maverick Theater
- Bus Stop, Long Beach Playhouse

## Musicals (Auswahl)
- The One: A Tribute To Elton John, The Hollywood Bowl
- Evita, Regie: Martie Ramm (1979 OBC)
- Cabaret, Regie: Judy Norton, The MET
- New York City Rhythm, Segerstrom Hall
- A Gentleman’s Guide To Love and Murder, Southgate Productions
- Variete Risque, South Coast Repertory
- Fellowship!: The Musical Parody of The Lord Of The Rings, Staged Cinema Productions
- Avenue Q, Empire Theater
- The Producers, Maverick Theater
- A Snow White Christmas, Irvine Barclay Theatre
- Four On Broadway, Mara Joyce Productions, NY
- Return To The Forbidden Planet, Regie: Diane Doyle
- LOST: The Musical, Regie: Steven Brandon, Whitefire
- Spamalot, Golden West Theatre
- Reefer Madness, STAGEStheatre